# Långsjöarna (Hälsingtuna socken, Hälsingland, norra)
Långsjöarna är en sjö i Hudiksvalls kommun i Hälsingland och ingår i Harmångersån-Delångersåns kustområde.